# Phalangopsis arenita
Phalangopsis arenita is een rechtvleugelig insect uit de familie krekels (Gryllidae). De wetenschappelijke naam van deze soort is voor het eerst geldig gepubliceerd in 2008 door Mews & Sperber.